# Turks alfabet

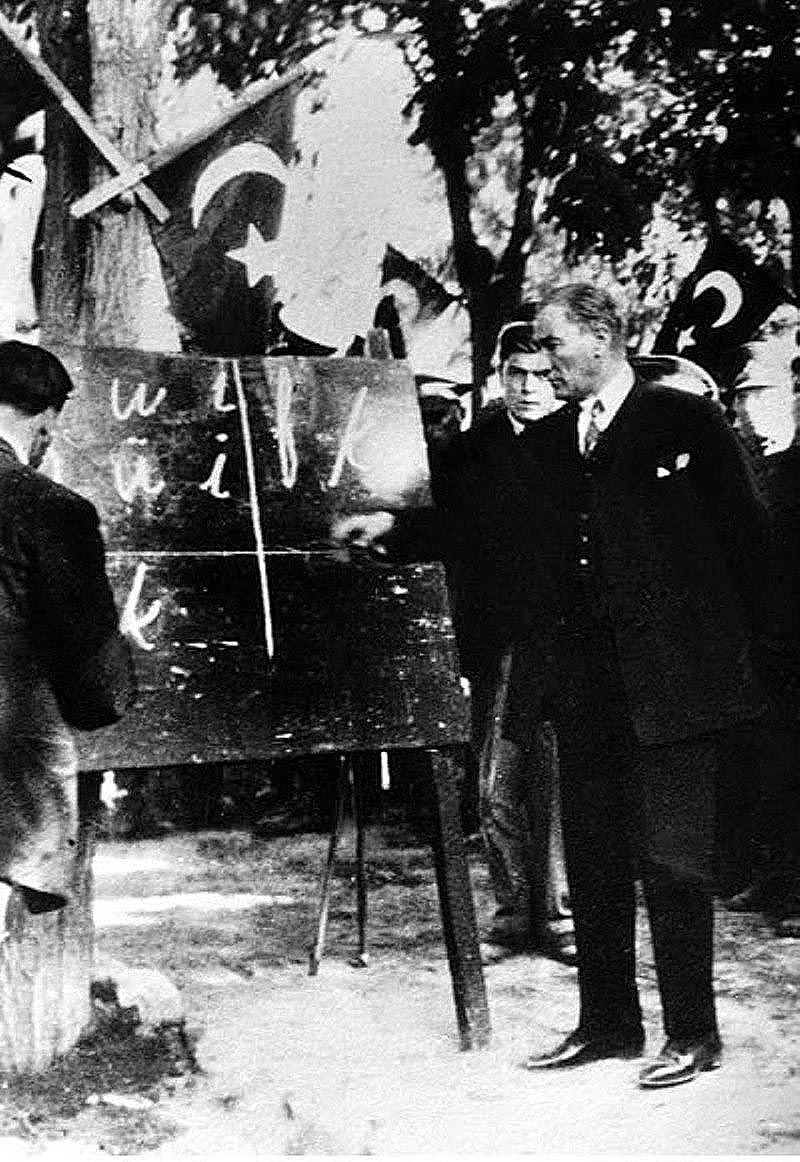
Atatürk demonstreert het Latijns-Turkse alfabet, 1928

Het alfabet dat gebruikt wordt voor de officiële Turkse spelling is afgeleid van het klassiek Latijns alfabet. Het heeft 29 letters.
Deze letters zijn:
| Hoofdletters   | A | B | C | Ç | D | E | F | G | Ğ | H | I | İ | J | K | L | M | N | O | Ö | P | R | S | Ş | T | U | Ü | V | Y | Z |
| Kleine letters | a | b | c | ç | d | e | f | g | ğ | h | ı | i | j | k | l | m | n | o | ö | p | r | s | ş | t | u | ü | v | y | z |

## Turkse schriftsystemen
Hoewel de Turkse talen onderling grotendeels verstaanbaar zijn, is het vanwege de vele schriftsystemen die werden en worden gebruikt in de Turkstalige wereld vaak toch moeilijk voor Turken uit verschillende regio's om op papier met elkaar te communiceren.
Het eerste alfabet waarin Turkse teksten zijn aangetroffen is een soort spijkerschrift, waarschijnlijk op het Sogdisch schrift gebaseerd. Later werd het Oeigoerse schrift gebruikt, waar ook het Mongoolse schrift en het Mantsjoeschrift op zijn gebaseerd. Dit schrift werd onder andere in het Mongoolse Rijk van Dzjengis Khan gebruikt en bleef in gebruik, vooral bij de Oeigoeren en enkele andere Centraal-Aziatische Turkse volkeren, tot het Latijnse schrift in de vroege 20e eeuw gemeengoed werd. Het Turkse alfabet kent geen "q", "w" of "x", dit in tegenstelling tot veel andere Europese talen.
Onder invloed van de Arabieren gingen veel Turkse volkeren echter al eerder over op het gebruik van het Arabische schrift. Het standaard-Arabische alfabet was voor hen feitelijk niet bruikbaar, omdat het Arabisch veel minder klinkers kent dan het Turks en men deze dus tijdens het lezen nog moest bedenken.
In Turkije en Noord-Cyprus wordt sinds hervormingen van Atatürk in 1928 gebruikgemaakt van het Latijnse schrift. In Centraal-Azië werd tot de jaren dertig van de 20e eeuw ook gebruikgemaakt van het Latijnse schrift, dat het Arabische schrift pas enkele decennia eerder had vervangen. Onder leiding van Stalin werd het Cyrillische schrift echter het enige toegestane schrift in de Sovjet-Unie. Sinds de val van de Sovjet-Unie in 1992 hebben de Turkstalige republieken (Azerbeidzjan, Oezbekistan, Turkmenistan en Kazachstan) de een na de ander besloten om geleidelijk terug te keren naar het Latijnse schrift; ook in Kirgizië gaan sinds 2017 geluiden op in die richting.
In Iran en Afghanistan gebruiken de Turkse minderheden een versie van het Perzische schrift, net zoals de Oeigoeren in China. De Turkstalige minderheden in Rusland gebruiken nog steeds officieel het Cyrillische schrift, nadat de geplande overstap naar het Latijnse schrift in Tatarstan door de federale regering verhinderd werd (2005). Turkmenen in Irak gebruiken soms nog het Arabische schrift.
Momenteel (d.w.z. in 2021) worden de verschillende Turkse talen dus in het Latijnse, Cyrillische en Arabische schrift geschreven, hoewel er sinds de val van de Sovjet-Unie, de opkomst van Turkstalige satelliettelevisie en van het internet een algemene trend is richting het Latijnse schrift. In 1993 werd TÜRKSOY opgericht, een taalunie die er onder andere voor moet zorgen dat er één enkel schrift komt voor alle Turkse talen.